# フランシス・アストン
フランシス・ウィリアム・アストン（Francis William Aston, 1877年9月1日 - 1945年11月20日）はイギリスの化学者・物理学者である。1922年に質量分析器の発明によりノーベル化学賞を受賞した。

## 生涯
バーミンガムハーボーン（en:Harborne）に富裕な商人の息子に生まれた。1903年にバーミンガム大学やケンブリッジ大学で学び、3年間は醸造業を務めていたが真空放電に興味を持ち、グロー放電の陰極付近の暗い部分（現在は「アストン暗部」と呼ばれる）を見つけた。1909年にキャヴェンディッシュ研究所に移り、1906年にノーベル物理学賞を受賞したイギリスの物理学者、ジョセフ・ジョン・トムソンの助手になった。キャヴェンディッシュ研究所では陽極線の分析について研究した。
陰極側の電極に陽イオンの通過できる穴を設けた陰極線管で、陰極付近が光る現象（カナル線）の実験で、カナル線が元素の陽イオンであることを確認した。カナル線に磁界を与えるとローレンツ力により偏向する度合いはイオンすなわち原子の質量によってかわるので、さらに写真乾板を組み合わせることによって、原子量の測定精度をそれまでの方法に比べて飛躍的に向上させることができた。さらにネオンの質量の測定の実験はネオンが2つの質量（原子量）をもつ同位体の混合物であることを示した。同位体の存在の証明は各元素の原子量の比率が水素原子の整数倍になるというイギリスの化学者であるウィリアム・プラウト（en:William Prout）が提唱したプラウトの仮説が塩素などで成立しなかった理由を説明することになった。余談だが、この当時には第一次世界大戦が起こり、研究が一時中断となってしまい、アストンは飛行場で塗料の化学的研究に携わった。
酸素の質量の1/16を基準にした時、各元素の質量は、極めて整数に近い値を示した。1個の陽子だけからなる水素のみ0.8%程度の大きな値を示し、質量が原子核の結合エネルギーに変換されるという質量欠損の理論に結びついていくことになった。
1921年に王立協会フェローに選出され、同協会から1922年ヒューズ・メダル、1938年ロイヤル・メダルを受賞した。

## 受賞歴
- 1922年 - ノーベル化学賞、ヒューズ・メダル
- 1927年 - ベーカリアン・メダル、リバーシッジ賞
- 1938年 - ロイヤル・メダル